# Teoría transgeneracional
La teoría transgeneracional (también denominada terapia transgeneracional o psicogenealogía) es el estudio del árbol genealógico de un individuo para el conocimiento de sus antecedentes familiares, y así comprender aquellos conflictos que trae en su historia personal y familiar. Es considerada una pseudociencia.
Esta herramienta terapéutica permite encontrar algunas de las razones por las que se han presentado alteraciones en la vida de una persona. Muchas de dichas alteraciones suelen tener relación con, como las nombró Anne Schützenberger, «lealtades invisibles» que se transmitieron del inconsciente familiar al inconsciente individual del paciente, y que no se resolvieron en las generaciones pasadas. Por eso, el estudio de la Psicogenealogía estaría dirigido a la toma de consciencia e identificación de los conflictos heredados, para proceder luego a su liberación.  
Se parte de la teoría que, desde el momento de nuestra concepción, en nuestro inconsciente se guarda toda la información del clan familiar. Por lo tanto, la Teoría transgeneracional nos señala las dinámicas que dan origen a implicaciones de una generación a la siguiente y que dificultan nuestra vida, al condicionar nuestras acciones y bloquearnos en nuestra construcción personal. 
Una de las metodologías que utiliza este enfoque se basa en elaborar el árbol genealógico en donde se hacen visibles los ancestros y los vínculos del consultante, para que este tome consciencia de las situaciones que comprometen diferentes factores de su vida. Dichas situaciones pueden tener relación con abusos, incestos, violencias, etc.,  que los ancestros vivieron y terminaron guardándose como secretos que pasan a las siguientes generaciones. Esto causa, por ejemplo, que el cuerpo enferme al somatizar los eventos que no se resolvieron, pero que comience a sanar en el momento en el que salen a la luz y se resuelven.
Cristóbal Jodorowsky proponía que somos portadores de los conflictos no solucionados en nuestro clan familiar, por eso la memoria del árbol la tenemos presente y la repetimos a través de fechas, enfermedades, muertes, situaciones dolorosas, nombres, entre otras situaciones. 

## Origen
En la década de los 70, el grupo de psicoanalistas Nicolas Abraham, Mária Török, Françoise Dolto, Anne Schützenberger y Didier Dumas se reunían todas las semanas:
Nicolas Abraham y Mária Török, desde su trabajo en el Hospital Psiquiátrico de Paris, decidieron llevar registro de lo que decían sus pacientes psicóticos durante sus delirios, y luego compartían esta información con sus padres. Con esto descubrieron que el paciente conocía, sin saberlo, situaciones pasadas de la problemática familiar. Dicho descubrimiento llevó a los psicoanalistas a hablar del inconsciente del clan (o inconsciente familiar), y lograron identificar que el paciente es portador de una carga emocional que no corresponde a la época actual, y que tiene relación con situaciones vergonzosas del colectivo familiar.
Más conocimientos de esta temática se desarrollaron a partir del libro de Anne Ancellin Schützenberger, ¡Ay mis ancestros!, escrito en 1985, el cual contiene los descubrimientos de Nicolas Abraham y Mária Török.
Más tarde surgieron las contribuciones de J. Levy Moreno, Didier Dumas, Gregory Bateson, Virginia Satir, Fritz Perls, Milton Erickson, Carl Whitaker, Levi Moreno, Alejandro Jodorowsky, Bert Hellinger, además de los desarrollos técnicos de la psicología sistémica y las constelaciones familiares.

## Inconsciente

### Inconsciente personal
El inconsciente personal es aquel que administra nuestra estructura, creencias, decisiones y emociones. Según el hipnoterapeuta pionero en este tema, Milton H. Erickson, nuestras programaciones y recursos se encuentran dentro del inconsciente, y este guía nuestro cuerpo físico y la manera en la que respondemos a los estímulos externos.

### Inconsciente colectivo
El fundador de la psicología analítica, Carl Gustav Jung, propuso el concepto de Inconsciente colectivo en el siglo XIX. Él diferencia entre lo «social» y lo «colectivo», donde lo primero hace referencia al grupo de personas que conforman una sociedad, y lo segundo pone énfasis en ciertas personas que el individuo tiene en común. Por eso, para la psicología analítica, lo complementario al «individuo» es lo «colectivo».
Según Jung, así como un individuo tiene su propio inconsciente, el colectivo también lo tiene, y este es una plataforma común, compuesta por arquetipos que componen nuestra individualidad. 
Lo que Carl Jung quiere decir es que hay una serie de prácticas que no vienen de los aprendizajes conseguidos, sino de experiencias que compartimos todos los seres humanos, independientemente de nuestras vivencias individuales. Es por eso que él define al inconsciente colectivo como un «segundo sistema psíquico cuya naturaleza es universal e impersonal». 
Las características físicas que compartimos como humanos son similares entre individuos, y de la misma manera, hay aspectos comunes en nuestra mente que existen más allá de la cultura y la historia. Esta dimensión de la psique trasciende el tiempo y la vida misma, siendo una experiencia arraigada en la humanidad desde tiempos inmemoriales.

### Inconsciente familiar
La combinación de ambos tipos de inconsciente creó el concepto de Inconsciente familiar. Así nace el concepto de Transgeneracional en la psicología.

## Árbol genealógico
Según Marianne Costa, colaboradora de Jodorowsky, el árbol genealógico no es solo un concepto, es un organismo vivo que va modificándose de generación en generación. Ella también expone que los condicionamientos emocionales y de conducta grabados por nuestro linaje en el inconsciente personal son los que determinan nuestra posición frente a la vida y hacen que actuemos repitiendo patrones en diferentes contextos. Por lo anterior, el análisis psicogenealógico del árbol nos devela las causas originales que desencadenaron esos patrones, de tal forma que podamos reconocerlos y sanarlos.
Genograma de cuatro generaciones: a través de herramientas como la construcción del Genograma de cuatro generaciones se busca evidenciar asuntos que se han transmitido transgeneracionalmente y que se han repetido (tales como duelos, dramas, conflictos, roles, entre otros), y así la persona que analiza su árbol puede comprender sus propios patrones, creencias y pautas de relación en los diferentes contextos, trabajando para su liberación.